# ات‌خوی
ات‌خوی (به هلندی: 't Goy) یک منطقهٔ مسکونی در هلند است که در هاتن واقع شده‌است.